# Visual Component Library
Visual Component Library, VCL (укр. Бібліотека візуальних компонентів) — об'єктно-орієнтована бібліотека для розробки програмного забезпечення, розроблена компанією «Borland» для підтримки принципів візуального програмування. VCL входить в комплект постачання «Delphi», «C++ Builder» і «Borland Developer Studio» і є, по суті, частиною середовища розробки, хоча розробка застосунків в цих середовищах можлива і без використання VCL. VCL надає величезну кількість готових до використання компонентів для роботи в найрізноманітніших галузях програмування, таких, наприклад, як інтерфейс користувача (екранні форми — т.зв. «контроли»), робота з базами даних, взаємодія з операційною системою, програмування мережевих застосунків та інших.
Існує багатоплатформовий еквівалент VCL під назвою CLX, що розроблявся для використання в Delphi, C++ Builder і Kylix, проте згодом був залишений на користь VCL. У середовищі RAD Studio XE2 з'явилася багатоплатформова бібліотека FireMonkey, але вона не є еквівалентом VCL.